# Polarium
Polarium (直感ヒトフデ, Chokkan HitoFude) est un jeu vidéo de puzzle édité par Nintendo et développé par Mitchell Corporation sorti en 2004 au Japon et en 2005 en Amérique du Nord et en Europe. Une adaptation pour Game Boy Advance voit le jour l'année suivante.

## Système de jeu
Le principe du jeu consiste à faire disparaître sur un quadrillage des cases de couleur noires ou blanches en formant des lignes horizontales. Il faut, pour y arriver, changer la couleur des blocs en les retournant à l'aide de l'écran tactile de la console. Polarium propose plusieurs modes de jeux, tels que défi, puzzles et duel.

## Polarium Advance
Une version Game Boy Advance de Polarium, appelée Polarium Advance, est commercialisée au Japon en octobre 2005, en Europe en avril 2006 et aux États-Unis en novembre 2006. Toujours édité par Nintendo au Japon et en Europe, le jeu a été édité par Atlus aux États-Unis. Le jeu contient quatre fois plus de puzzles que dans la version originale. Le mode Challenge a été supprimé, plusieurs thèmes sont disponibles pour changer la couleur et l'aspect des blocs, et quelques modifications mineures ont été apportées au gameplay.